# Etheostoma artesiae
Etheostoma artesiae är en fiskart som först beskrevs av Hay, 1881.  Etheostoma artesiae ingår i släktet Etheostoma och familjen abborrfiskar. Inga underarter finns listade i Catalogue of Life.